# Хосе Агріпіно Барнет
Хосе Агріпіно Барнет-і-Вінахерас (ісп. José Agripino Barnet y Vinageras; 23 червня 1864 — 18 вересня 1945) — кубинський дипломат і політик, міністр закордонних справ, тимчасовий президент Куби у 1935—1936 роках. За походженням каталонець.

## Біографія
Хосе Агріпіно Барнет народився у Барселоні,Іспанія, в сім'ї вихідців з Куби. Закінчив юридичний факультет Гаванського Університету.
У 1887 році Барнет вирушив до Парижа, де й залишався до проголошення Республіки Куба у 1902 році. Барнет був призначений кубинським консулом у Франції. У 1908 році був призначений консулом в Ліверпулі, Англія. Барнет був також консулом у Роттердамі та Гамбурзі.
У 1915 році Барнет повернувся на Кубу. 1916 року був призначений послом у Німеччині та Швейцарії. Потім працював у Японії, Бразилії.
Після повернення на Кубу Барнета, Рамон Грау Сан-Мартін призначив його Державним секретарем.
Змінив Каврлоса Мендієту на посаді президента Куби 11 грудня 1935 року. Хосе Барнет, під тиском опозиції, провів загальні вибори, які виграв Мігель Маріано Гомес, кандидат від «Націоналістичного союзу», «Партії республіканської дії» і «Ліберальної партії».

## Особисте життя
Хосе Агріпіно Барнет був одружений з Марселою Клерд, у них була одна дочка — Джорджина Марсель Барнет.